# Nokia 3250
Nokia 3250 – telefon wyprodukowany przez Nokię.
Telefon ma wbudowany odtwarzacz MP3 oraz aparat cyfrowy (2 megapiksele i czterokrotny zoom cyfrowy). Ekran ma rozdzielczość 176×208 pikseli, wyświetla 262144 kolorów. Premiera telefonu odbyła się w I kwartale 2006 roku.

## Niektóre cechy
- Czas rozmów: maksymalnie 180 minut
- Czas czuwania: do 245 godzin
- Poczta elektroniczna
- Nagrywanie video
- Radio UKF z funkcją Visual Radio
- GPRS klasy 10

## Opcje
- Przenoszenie za pośrednictwem komputera nagrań z kupionych płyt CD do telefonu za pomocą aplikacji Nokia Audio Manager, Windows Media Player lub innego legalnego oprogramowania. Przesyłanie list odtwarzania za pośrednictwem technologii Bluetooth, wiadomości MMS lub poczty elektronicznej. W pamięci rozszerzalnej można zapisać do 750 nagrań stereofonicznych wysokiej jakości. Istnieje możliwość podłączenia własnych słuchawek. Ma Sound Check (korektor graficzny, poszerzanie bazy stereo, pogłos, wzmocnienie basu). Funkcje: wejście USB, obsługuje MP3, Java, MMS, SMS, MIDI (64-głosowa polifonia) oprócz tego: budzik, kalkulator, alarm wibracyjny, WAP. Ma możliwość tworzenia własnych dźwięków dzwonka.
- Obracanie zapewnia błyskawiczny dostęp do aparatu fotograficznego (obrót o 90 lub 270 stopni) lub odtwarzacza MP3(Obrót o 180 stopni). Wyposażony jest też w Joystick, dwa klawisze programowalne, klawisz aplikacji, klawisze edycji i usuwania, klawisze wysyłania wiadomości (klawisz Push to talk) i kończenia połączeń, klawiatura alfanumeryczna zgodna ze standardem ITU-T. Ma także klawisze muzyczne: odtwarzanie / pauza, zatrzymanie, przewijanie do tyłu i do przodu.